# Катав
Ката́в (в верховье Большой Катав) (баш. Ҡытау) — река на Южном Урале, левобережный приток Юрюзани. Длина — 111 км, площадь водосбора — 1100 км².

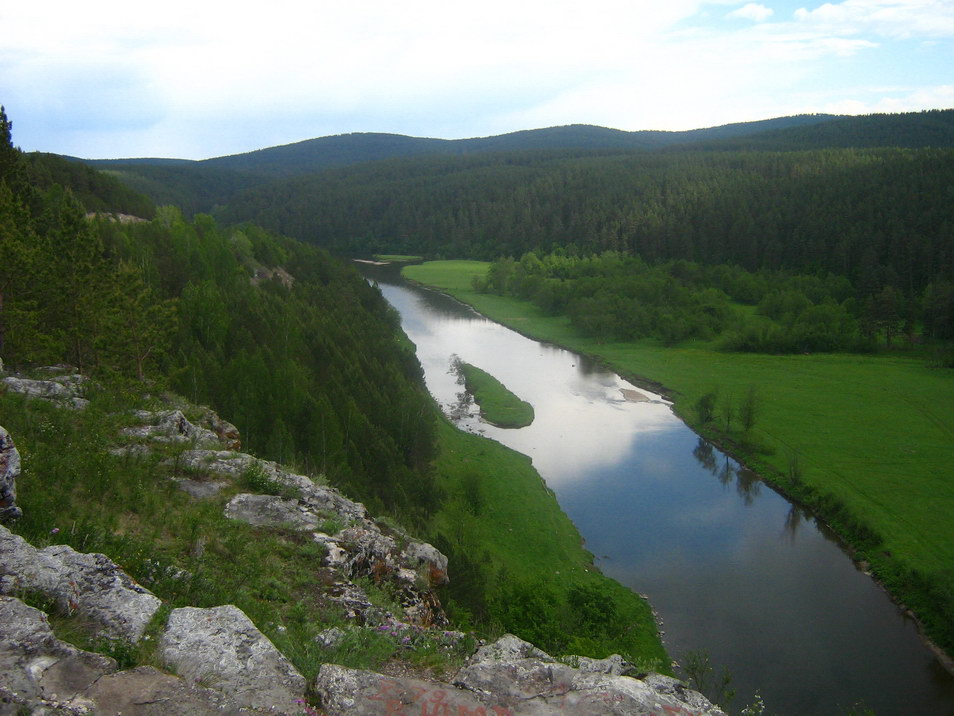
Река Катав недалеко от пересечения с трассой М5

Берёт начало в Челябинской области в 2 км к западу от горы Барская Шишка, протекает около 16 км по территории Башкортостана, где принимает Малый Катав, и далее вновь течёт по территории Катав-Ивановского района Челябинской области.
На реке много порогов, течение быстрое, а по берегам расположено около десятка небольших по размеру пещер. В городах Катав-Ивановск и Усть-Катав зарегулирована прудами.

## Притоки
- 56 км: Малиновый
- 60 км: Нила
- 81 км: Курязя
- 95 км: Малый Катав

## Название
Название реки происходит от этнонима башкирского племени катай. Согласно «Краткому топонимическому словарю» В. А. Никонова, гидроним происходит от башкирского слова катыу — «пересыхающий, загрязняющийся».